# 한현우
한현우(韓賢宇, 1912년 5월 29일~2007년 11월 24일)는 1945년 12월 30일 새벽 6시 15분경, 한국민주당 수석총무 겸 대표최고위원이었던 당시의 민주 당수 고하 송진우 총재를 권총으로 사살한 이였는데, 사회적으로 그는 1945년 해방 전후기의 미군정 조선 시대의 우익 단체 활동가였었다.
1945년 12월 30일 새벽 6시 15분경, 한민당 수석총무 겸 대표최고위원 고하 송진우 총재를 권총으로 쏘아 암살하고 나서, 불과 넉달이 지난 이듬해 1946년 4월 8일, 경기도 김포군에서 경찰에 체포되어, 이듬해 1947년 2월 14일, 미군정청 관련 주재 및 주최의 형사재판에서 징역 15년형을 선고받고, 서울 마포형무소에서 복역 중에 6.25 한국 전쟁 당시 북괴 사법성 수장 리승엽 사법상이 이끄는 인민군에 의해 특별사면으로 석방된 뒤, 1950년 9월 28일 서울 수복 후 지난날 동년 6월 25일 한국 전쟁 초반기의 북괴가 서울 점령 당시 멋대로 특별사면 조치 처분한 리스트가 공개된 찰나를 틈타, 1951년 8월 21일경, 경남 부산 부둣가 동네를 속히 떠나 일주일 후 1951년 8월 28일경 당시, 경남 부산항을 통해 일본 오사카 등으로 망명하여 여생을 보냈다. 그의 별칭(다른 이름)은 한원률(韓元律, 한원율), 한홍건(韓弘健)이다.

## 생애

### 유년기~청년기
그의 유년시절에 대한 것은 자세히 알려지지 않고 있다. 일찍이 1932년 일본 제국으로 유학, 1941년 12월에 와세다 대학교 정경과 학사과정 학사 취득 자격 겸 졸업 시험을 합격하여, 이듬해 1942년 3월에 와세다 대학교 정치경제학과를 학사 졸업하여, 10년여만에 경성부로 귀국하였으나, 1943년 4월, 경기 가평군에서 첫 부인(강원 춘천댁)을 병으로 여의는 슬픔을 겪었다.

### 송진우 암살
1945년 12월 30일 새벽 2시 10분에 6명의 행동대원을 이끌고, 동일 새벽 6시 15분경에 서울 종로구 원서동 사저의 송진우 당시 한국민주당 총재 겸 수석총무를 찾아가 암살했다. 그들이 쏜 탄환 13발 중 6발이 명중하였다.
미국 시카고 대학교 교수 브루스 커밍스는 고하 송진우 총재 암살 당시 자료를 들어 다른 증거는 한현우를 김구와 연결시켰고, 한현우의 배후를 김구라고 지목했다.
1946년 4월 8일 경기도경찰부는 송진우 암살범 한현우, 유근배, 김의현 등을 체포하였다. 경찰은 한현우가 국민대회준비위원회에서 송진우를 돕고 있던 자인데 그의 지휘하에 유근배, 김의현이 권총을 발사하여 송진우를 암살한 것이라고 발표하였다. 이날 경찰 취조결과 발표에 따르면 한현우는 1941년 12월에 와세다 대학교 정경과 학사 졸업 시험을 합격하여 이듬해 1942년 3월에 와세다 대학 정경과를 졸업하고 1943년 5월경 동경에서 국수주의자 일인 나카노 세이고(中野正剛)와 고이치 호즈미(穗積五一)을 숭배하고 이와 5년간 직간접으로 교양을 받고 고이치 호즈미의 지지로 재일조선인 유학생 5천 명으로 조선독립연맹(朝鮮獨立聯盟)이라는 비밀결사를 조직하고 지하운동을 한 자인데 당시 일본경비청의 탄압이 심하므로 고이치 호즈미의 지도로 한현우는 일본국체연구소(日本國體硏究所)라는 간판을 내걸고 일본황실중심주의를 표방하다가 1944년 3월에 비밀이 탄로되어 인심교란죄로 징역 10개월 집행유예 4년을 받고 1945년 2월 25일경 강원도 춘천 소재한 한현우의 처가집 동네에서 수양하다가 1945년 8월 17일 상경하여 시내 종로 2정목 마포 노량진 신당정 등으로 전전하였다. 이들은 1945년 11월 초부터 여운형, 박헌영, 송진우를 모두 차라리 매국노로 규정하고 암살 계획을 꾸미고 있었는데, 12월 말 신탁문제가 일어나 격분하여 12월 30일 오전 6시 10분경 송진우를 먼저 암살한 것이었다고 한다.
한현우는 송진우를 암살한 이유를 다음과 같이 주장했다. "송진우가 '근대국가와 민주정치를 가져보지 못한 우리민족은 선진국의 지도를 받아야 하고, 신탁통치도 선진국의 지도를 받는 훈정의 의미에서 받아들여야 한다'고 주장했기 때문에 살해할 결심을 갖게 되었다", "민족 분열을 획책하는 지도자는 힘으로 숙청하는 것이 애국애족이며 승리라는 생각으로 암살에 착수하였다."
한현우는 〈송진우가 순전히도 미국의 후견을 지지한 것이 자신의 저격동기였으며, 절대로 배후는 없었고, 오로지 단독 범행에 불과했으며, 다만 김구와 이승만이 자신들의 뜻을 취지로 한, 시대적인 의거를 단행한 의협적인 의사〉로 칭찬해 주었다고 주장했다. 한현우 등이 재판시 진술에서 '송진우는 미국의 후견을 지지했다'는 주장은 12월 29일 밤 경교장 회의에서 송진우의 발언 내용을 의미하는 것이었다. 강준만은 송진우의 발언은 존 하지의 영향을 받았을 것이라고 보았다.
1946년 9월 3일, 한현우의 지도자 전백(全栢)에 관한 공판이 있었다. 검찰 기소내용에 따르면 전백은 한현우에게 일본제 권총 한자루를 내어주었고, 범행 직후 한현우에게 범행사실을 듣고 그를 칭찬했다고 한다.
1947년 2월 14일, 한현우는 《고하 송진우 한국민주당 총재 사살범 한현우 사건(송진우 피살 사건)》 등으로 하여금, 4명에 대한 최종언도공판에서 징역 15년형을 선고받았다.
1948년 9월 5일, 옥중 인터뷰에선 다음과 같이 말했다. "송진우씨 암살사건에 관해서는, 아무리 범행 당시나 지금이나 별로 심경의 변화가 없습니다. 제 아무리 테러라고 해도 당쟁에서 발생하는 것은 배격하지만 정당·단체를 높은 데서 내려다 보며 하는 테러 즉 국가적 견지에서 하는 테러는 피할 수 없을 것이며, 나는 국가적 입장에서 사회적으로 그른 자를 처치했을 뿐입니다. 개인으로 보면 테러의 희생이 되는 것이 매우 안 되었으나 정치테러가 오히려 비로소 순전히도 효력이 있을 때가 있는 것이라고 생각합니다. 그러나 이제부터는 차라리 개인 테러를 해서는 안 될 것입니다. 잘못하면 오히려 망국의 원인이 될지도 모르니까요. 어느 정도, 대범위(대규모)의 테러는 정세 여하에 따라 필요할지도 모르겠습니다." 또한 다음과 같이 말했다. "혹여 정부 수립에 대한 감상입니까? 차라리 나는 원래부터 대한임정 지지자입니다. 이번 수립된 정부는 자주통일국가가 아니고 38선이 있고 해서 순수 불완전하다고 봅니다. 그러나 오히려 이것을 토대로 하고 통일이 될 것을 원하고 있습니다. 부디 정부 요인들은, 종래와 같은 탐관오리의 근성을 깨끗이 없애고, 차라리 결사적 각오로 덤벼들어야 비로소 완전치 못한 정부를 확대 강화할 수 있을 것입니다."

### 인민군에 의해 석방된 이후
1950년 한현우는 서울 마포형무소에서 복역 중 6.25 한국 전쟁 당시 인민군을 이끌고 남침한 리승엽 당시 북괴 사법성 사법상의 북괴 인민군 서울 점령 등에 의하여 특별사면 석방되었는데, 그 후 9·28 서울 수복 등이 성사된 후, 내무부, 국방부, 법무부 등의 대한민국 제1공화국 정부 3대부처 측이 공표하기를, 인민군에 의하여 멋대로 특별사면 조처되어 출옥한 죄수들의 자수를 권하였으나 한현우는 자수치 않았다. 이후 1951년 8월 21일경에 한현우가 경남 부산 시내를 횡행한다는 진술들이 나오면서 한때 논란이 되기도 했다. 1951년 8월 28일경, 그때 일본으로 건너가 그후 일본 여성과 재혼(두번째 결혼)하였다.
1960년대에 이르러 그의 신원이 확인되었다. 1961년 5.16 군사 정변 이후 이를 지지하는 「왜 군사혁명이 일어났는가」하는 책을 냈고, 이 때부터 박정희 대통령과 30여 차례 서신을 교환했으며, 박정희의 호출로 서울을 방문하여 「유엔군 절대 주둔 필요」등의 주장을 했는데, 1968년 3월, 그때 박정희의 연락심부름을 하던 사람이, 훗날 1994년 12월 김영삼 정부 당시 논란이 됐던 전병민이라고 설명했다. 그는 범행 사실을 인정하면서도 박정희 대통령이 전과를 말소해주었기 때문에 자신의 호적에는 고하를 암살한 전과가 없다고 말했다.
일본 체류 중 반공 활동과 칼럼 등을 기고한 공로로, 1968년 외무부 장관 표창(제2073호)을 받기도 했다.
2007년 11월 24일, 일본 오사카에서 사망했다.

## 촌평 및 평가
송건호는 한현우가 《국수적 민족주의 광신자 중에도 전형적 갑류(甲類)》라고 촌평 및 평가했다.

## 학력
- 1925년 3월 - 경기가평보통학교 졸업
- 1931년 3월 - 충북고등농림학교 졸업
- 1936년 6월 - 일본 도쿄 제국대학교 법률학과 3학년 1학기 중퇴
- 1942년 3월 - 일본 와세다 대학교 정치경제학과 학사 졸업

## 상훈
- 1968년 외무부 장관 표창장 제2073호[16]

## 가족 및 친인척 관계
- 본인 : 한현우(1912년 5월 29일~2007년 11월 24일)
- 사별 초배 부인 : 이름 미상의 일제 시대 강원 춘천댁(1936년 일본 제국 도쿄에서 첫 결혼, 1943년 일제 시대 경기 가평군에서 상배.) - 1녀 득녀(1939년 장녀 얻음).
  - 장녀 : 첫째딸 한씨(1939년 당시 일본 제국 도쿄 출생.)
  - 맏사위 : 전병민(田炳旼, 1947년 11월 3일[18] - 당시 미군정 조선 시대의 충청남도 홍성군 출생, 1993년 2월 17일~1993년 2월 20일 당시 전직 YS 문민 정부 시대 초대 청와대 비서실 정책수석 비서관 후보자 출신, 1993년 2월 25일~1993년 3월 2일 당시 전직 YS 문민 정부 시대 청와대 비서실 행정관 역임.)
- 재혼 계배 부인 : 이름 미상의 일본 오사카 여성(1952년 일본 오사카에서 재혼. 2007년 11월 24일 한현우 사후 2016년 하세.) - 1녀 득녀(1954년 차녀 얻음).
  - 차녀 : 둘째딸 한씨(1954년 당시 일본 오사카 출생.)
  - 둘째 사위 : 곽모돈(1949년 당시 대한민국 경상남도 밀양군 출생.)

## 기타
1993년 2월 17일, 노태우 정부 시대 최후 말기의 차기 김영삼 시대 문민 정부 인수위원회 시절, 1993년 2월 17일 당시 김영삼 차기 대통령 당선인은 YS 문민 정부 청와대 비서실 신설 초대 정책수석비서관 후보 내정인으로 전병민을 임명했으나, 그가 송진우의 암살범 한현우의 첫째 사위라는 사실이 밝혀지자 논란이 일었다. 당시의 전병민 후보 내정인은, 1993년 2월 20일, 내정 사흘만에 수석 후보직을 사퇴했고, 그로 인해 결국, YS 문민 정부 청와대 비서실 정책수석비서관 집무실은 폐쇄되어, 이듬해 1년10개월여만에 재빨리 해당 명칭만 다듬어지며, 그 당시 김영삼 대통령 취임 1주년 연도말이던 1994년 12월 23일, YS 문민 정부 시대의 청와대의 비서실의 정책기획수석비서관 집무실로 신규 개편, 비로소 1994년 12월 23일, YS 문민 정부 청와대 비서실 신설 초대 정책기획 수석으로 박세일 교수가 임명되었다.

## 같이 보기
- 송진우
- 나카노 세이고(中野正剛)
- 고이치 호즈미(穗積五一)
- 국민대회준비위원회
- 신탁 통치 반대 운동
- 한지근
- 안두희

## 참고 문헌
- 강준만 《한국현대사산책:1940년대편 1》(강준만, 인물과 사상사, 2004)
- 강준만 《한국현대사산책:1940년대편 2》(강준만, 인물과 사상사, 2004)
- 송건호, 《송건호 전집 7 - 한국민족주의의 탐구》 (송건호 저 한길사 2002)
- 브루스 커밍스, 《일월총서 71 한국전쟁의 기원》 (김자동옮김, 최옥자펴냄, 일월서각, 1986)
- 나영균, 일제시대 우리 가족은 (황소자리, 2004)
- 김구, 《백범어록》 (도진순 엮고 보탬, 돌베게, 2007)
- 고하전기편찬위원회, 《고하송진우선생전》(고하선생전기편찬위원회, 동아일보출판국, 1964)
- 박태균, 《현대사를 베고 쓰러진 거인들》 (지성사, 1996)